# Tephrosia supina
Tephrosia supina är en ärtväxtart som beskrevs av Karel Domin. Tephrosia supina ingår i släktet Tephrosia och familjen ärtväxter. Inga underarter finns listade i Catalogue of Life.